# Wilson de Melo Guimarães
Wilson de Melo Guimarães foi um político brasileiro do estado de Minas Gerais. Foi deputado estadual em Minas Gerais, durante o período de 1955 a 1963 na 3ª e na 4ª legislatura, respectivamente pelo PST e pelo PSD.